# Classe Java (croiseur)
Pour les articles homonymes, voir Java.
La Classe Java est une classe de deux croiseurs légers construite pour la Marine royale néerlandaise (Koninklijke Marine)

## Histoire
À l'origine, trois navires avaient été planifiés : HNLMS Java, HNLMS Sumatra et HNLMS Celebes. Ils avaient le nom
d'une des îles de Java des Indes orientales néerlandaises (maintenant Indonésie). Le Celebes devait devenir le navire amiral du commandant naval dans les Indes orientales néerlandaises et avait été prévu légèrement plus grand que les deux autres. Cependant, le contrat a été annulé en faveur de la construction du futur croiseur léger HNLMS De Ruyter.
La classe a été conçue par l'Arsenal Germania de Kiel, mais construite dans les Pays-Bas. Elle devait résister aux croiseurs protégés japonais de la classe Chikuma de 1912, en étant lourdement armés de 10 canons de 150 mm. Cependant, ceux-ci n'ont pu être montés en tourelle à cause des retards causés par le bouleversement de la Première Guerre mondiale. 
Quand ils furent lancés en 1920 et 1922 ils étaient déjà devenus démodés. Néanmoins, les deux navires étaient toujours en service au début de la Seconde Guerre mondiale.
Le Java fut torpillé le 27 février 1942 lors de la bataille de la mer de Java. Le Sumatra termina sa carrière sur la côte de Normandie le 9 juin 1944 à Ouistreham en servant de ponton au Port Mulberry lors de l'Opération Overlord.

## Les unités
| Nom           | Chantier naval                                 | Quille          | Lancement        | Mis en service | Fin de carrière          | Photo   |
| ------------- | ---------------------------------------------- | --------------- | ---------------- | -------------- | ------------------------ | ------- |
| HNLMS Java    | Koninklijke Maatschappij de Schelde Flessingue | 31 mai 1916     | 6 août 1921      | 1er mai 1925   | coulé le 27 février 1942 | Image 1 |
| HNLMS Sumatra | Nederlandse Scheepsbouw Maatschappij Amsterdam | 15 juillet 1916 | 29 décembre 1920 | 26 mai 1926    | 1944                     | Image 2 |
| HNLMS Celebes | Wilton-Fijenoord Schiedam                      | 1916            | arrêté en 1919   |                |                          |         |